# Zell am Ziller
Zell am Ziller är en ort och kommun i förbundslandet Tyrolen i Österrike. Kommunen har 1 757 invånare (2024), på en yta av 2,43 km². Orten ligger vid floden Ziller.